# Àlan Greus Bosch
Àlan Greus Bosch (Alginet, 4 d'agost de 1967), és professor d'ensenyament secundari i escriptor. Llicenciat en Filologia Catalana i Hispànica per la Universitat de València. És autor de diverses obres premiades de narrativa i novel·la juvenil i de diverses traduccions literàries. Va formar part de col·lectiu valencià Unai Siset format pels escriptors Pasqual Alapont, Manuel Baixauli, Esperança Camps, Vicent Borràs, Àlan Greus, Urbà Lozano i Vicent Usó), amb el qual va publicar el llibre conjunt Subsòl (2010).
L'any 2015 formava part del consell coordinador de la Revista d'Estudis Locals Aljannat d'Alginet.

## Premis
- 1996 Premi Bancaixa de Narrativa Juvenil per L'amulet egipci[1][7]
- 1997 Nit Literària Andorrana. Premi Sant Carles Barromeu de Contes i Narracions per Relats de la creença[1][2]
- 1997 Premi Enric Valor de narrativa juvenil de Picanya per L'art de Raimon[1]
- 2002 Premi de Novel·la Ciutat d'Alzira per L'hereu[5][7]
- 2017 Premi Ciutat de Sagunt de Narrativa per Teoria del càstig[8]

## Activitat política
Com altres autors valencians, Àlan Greus ha participat en política. En les eleccions municipals de 2019 i 2023 va formar part de la llista electoral de Compromís a Alginet, com a suplent.